# Улзийсайханы Энхтувшин
Улзийсайханы Энхтувшин (монг. Өлзийсайханы Энхтүвшин; род. 30 октября 1958 года) — монгольский политический и государственный деятель, историк, председатель Монгольской народной партии в период с 25 июля 2012 года по ноябрь 2013, с октября 2017 года по июль 2020 года занимал должность заместителя премьер-министра (вице-премьера) в администрации премьер-министра Ухнаагийна Хурэлсуха.

## Биография
Энхтувшин родился в 1958 году в сомоне Цагаан-Уул аймака Хувсгел. Окончил среднюю школу г. Мурун аймака Хувсгел. Затем он изучал историю в Монгольском государственном университете, где в 1989 году получил докторскую степень. Также 1989 году окончил Академию общественных наук СССР. С 1980 по 1986 являлся научным сотрудником Института общественных наук при Центральном комитете Монгольской народно-революционной партии. В 1989 У. Энхтувшин стал старшим научным сотрудником данного Института.
В период с 1990 по 1995 год был журналистом газеты «Ardyn Erkh». Позднее стал редактором газеты Унэн, которая являлась официальным печатным изданием МНРП. С 1996 по 1997 находился на должности генерального секретаря Монгольской народно-революционной партии по городу Улан-Батор.
В 2000 году Энхтувшин был избран в парламент Монголии, представляет аймак Хувсгел. Вскоре его назначили секретарём правительства в администрации премьер-министра Намбарына Энхбаяра. Также в это время Энхтувшин занимал пост председателя кабинета министров Монголии[уточнить].
В 2001 году Энхтувшин награждён «Красным флагом трудовых заслуг».
Энхтувшин потерпел неудачу во время своего переизбрании в 2004 году. Уже в 2006 году его назначили министром образования, культуры и науки в правительстве Миеэгомбына Энхболда. В июне 2008 года он снова был избран депутатом в парламент.
В период с 2008 по 2009 — председатель постоянного комитета по государственной структуре парламента Монголии.
На парламентские выборах 28 июня 2012 года его партия потерпела неудачу. Однако Энхтувшин всё же переизбран в парламент и был назначен председателем МНП после отставки Сухбатаринана Батболда. 25 июля Энхтушин был официально избран на руководящую должность.
В ноябре 2013 года Миеэгомбын Энхболд заменил Энхтувшина на посту председателя МНП.
18 октября 2017 года У. Энхтувшин был назначен вице-премьером при новоназначенном премьер-министре Ухнаагийне Хурэлсухе.
С 2021 года У. Энхтувшин назначен Послом Монголии в Российской Федерации.